# Money (album KMFDM)
Money – szósty album studyjny niemieckiego zespołu industrialnego KMFDM, wydany w lutym 1992 roku przez Wax Trax! Records. Został nagrany w Hamburgu pod koniec 1991 roku. Pierwotnie miał nosić tytuł Apart. Edycja zremasterowana została wydana w 2006 roku.

## Opis
Album Money jest utrzymywany w klimatach muzyki electro-industrialnej i klubowej. Utwory mają mocno taneczny charakter i podobnie jak na poprzednich albumach KMFDM Naive i UAIOE pojawiają się często męskie i żeńskie wokale w tle. Przez wielu krytyków i fanów został opisany jako bardziej luźny i łatwy w słuchaniu niż poprzednie albumy. Album zawiera agresywne industrialne hałasy i wokale z elementami heavy metalu, muzyki Euro-dance i hip-hopu. Kilka piosenek z albumu było bardzo popularnych w wielu klubach muzycznych w latach 90., nie tylko w klubach undergroundowych, ale też zwykłych.

## Historia
Album miał początkowo nosić tytuł Apart. Wyszedł ostatecznie jako Money - pod koniec ostatniej trasy koncertowej KMFDM doszło do nieporozumienia między frontmanem zespołu Saschą Konietzko i En Eschem, w wyniku którego postanowili oni nagrać dwa osobne albumy. Album Money był ostatnim albumem nad którym zespół pracował wraz z Blankiem Fontaną w M.O.B. Konietzko zaprezentował swoją listę utworów i listę Escha, zgrane w jeden album, wytwórni Wax Trax!, która odrzuciła połowę Escha.

## Odbiór
Album Money otrzymał mieszane oceny.

## Lista utworów
1. "Money" - 5:29
2. "Vogue" - 4:05
3. "Help Us/Save Us/Take Us Away" - 6:02
4. "Bargeld" - 7:14
5. "Spiritual House" - 5:21
6. "Sex on the Flag" (Jezebeelzebuttfunkmix) - 4:25
7. "I Will Pray" - 5:59
8. "We Must Awaken" - 5:01

Utwory dostępne tylko na CD
1. "Under Satan" (Dub) - 4:11
2. "Vogue" (2000) - 2:59
3. "Money" (Deutschmark-Mix) - 3:40